# 维斯多米尼塔

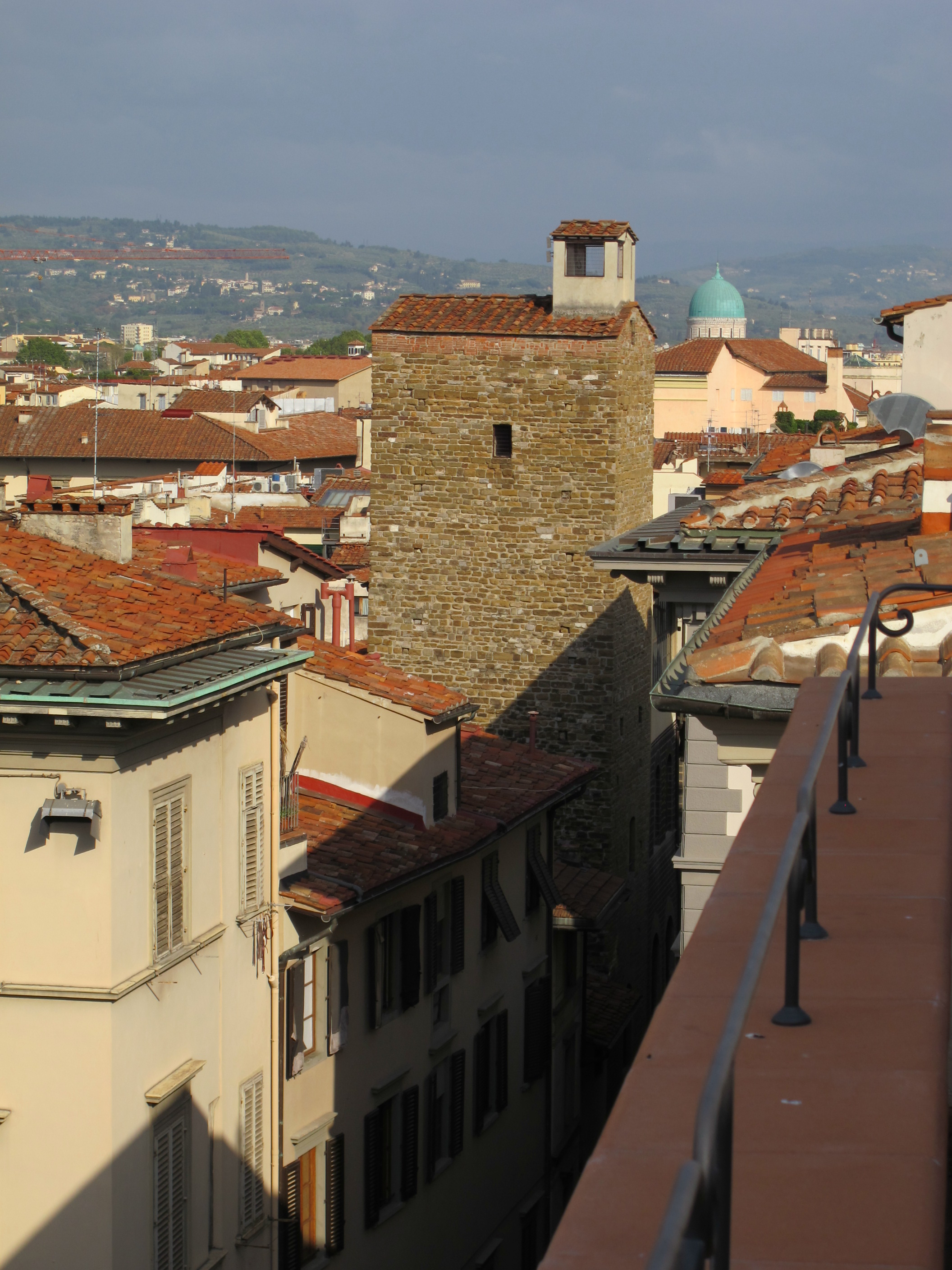

维斯多米尼塔（Torre dei Visdomini）是意大利佛罗伦萨的一座历史建筑，位于奥凯街（via delle Oche）的14r、16r、18r、20r号，靠近主教座堂广场。
该建筑建于中世纪，仅有少量窄小的窗户。于1901年列为国家艺术遗产。

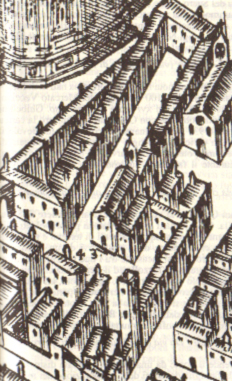
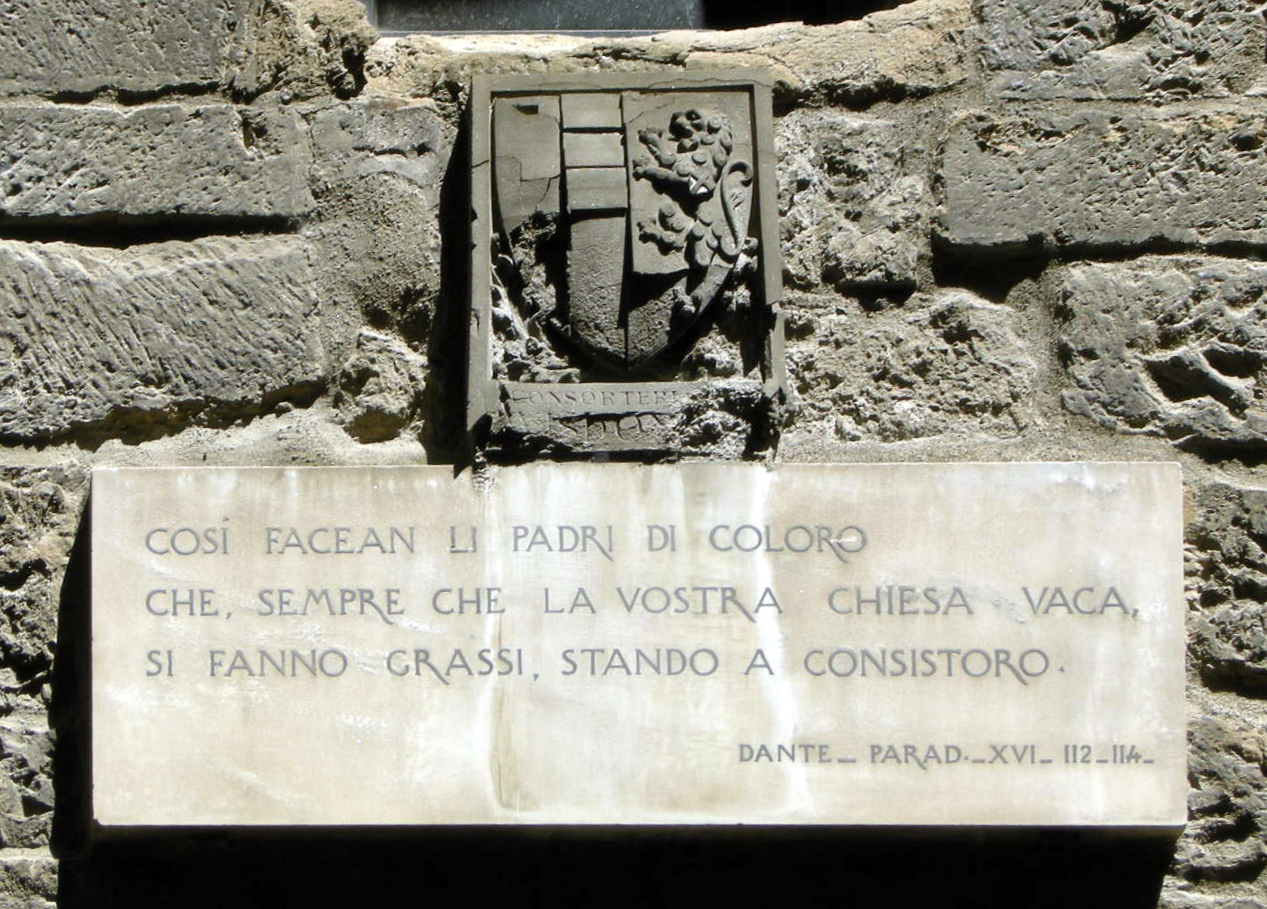
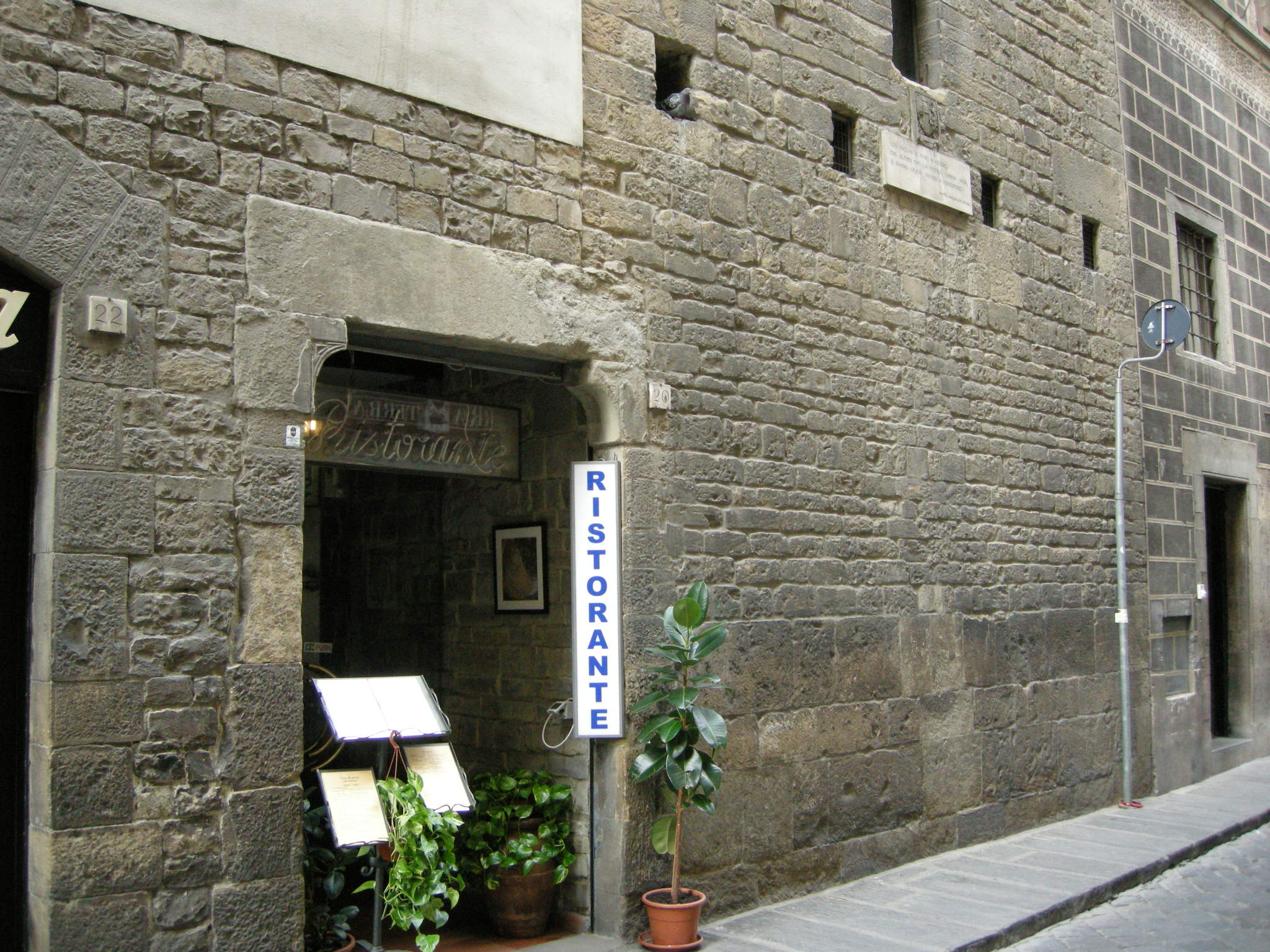